# Hoplomaladera kurosawai
Hoplomaladera kurosawai är en skalbaggsart som beskrevs av Kobayashi 2001. Hoplomaladera kurosawai ingår i släktet Hoplomaladera och familjen Melolonthidae. Inga underarter finns listade i Catalogue of Life.